# Craterosiphon pseudoscandens
Craterosiphon pseudoscandens är en tibastväxtart som beskrevs av Domke. Craterosiphon pseudoscandens ingår i släktet Craterosiphon och familjen tibastväxter. Inga underarter finns listade i Catalogue of Life.